# Anillo medio C2 (Tokio)
La ””Ruta Circular Central (中央環状線 Chūō Kanjō-sen?)”” o ””Anillo Medio Metropolitan Expressway (首都高速中央環状線 Shuto kōsoku chūōkanjō-sen?)””, nombrada como ruta “”C2””, es una de las rutas del sistema de la Autopista Shuto (首都高速道路 Shuto Kōsoku Dōro, literalmente Metropolitan Expressway)  que sirve a la parte central del área de Tokio.
La ruta es un anillo alrededor de los barrios especiales de Shinagawa, Meguro, Shibuya, Nakano, Shinjuku, Toshima, Itabashi, Kita, Adachi, Katsushika, Edogawa y además de los barrios Kōtō y MInato cuando se empalma con la Ruta Bayshore  de JCT Kasai (Edogawa) a JCT Ōi (Shinagawa) cerrando el anillo vial, es decir, la C2 comienza y termina en la Ruta Bayshore, que sirve para cerrar el circuito.
La vía C2 está en el medio de tres autopistas anulares planificadas para la ciudad, las otras dos son el Anillo central C1 y  la Autopista Tokyo-Gaikan C3, y vale mencionar que existe otro anillo externo a ellas conocido como Ken-Ō Expressway C4.

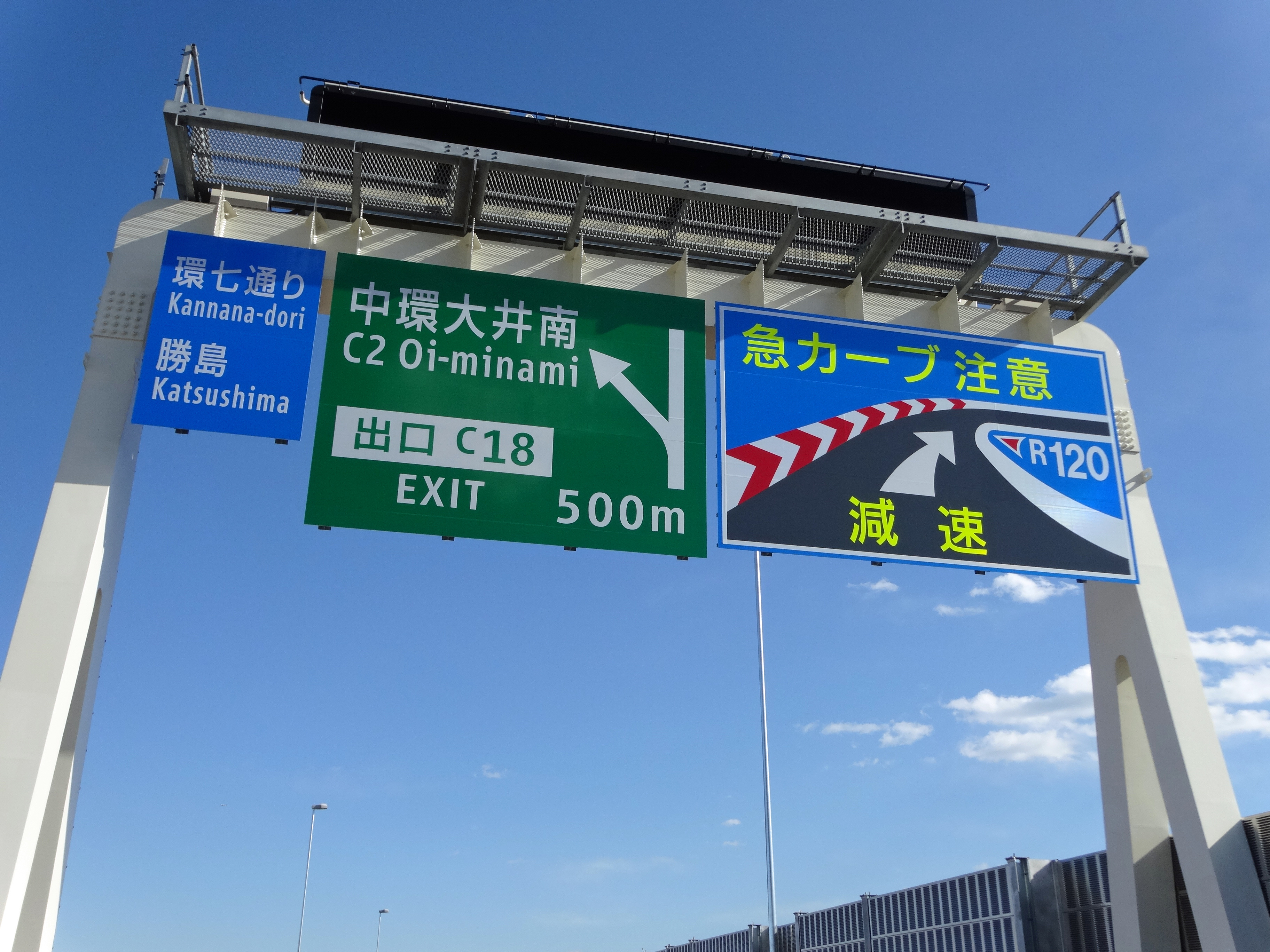
IC Ōi-Minami.

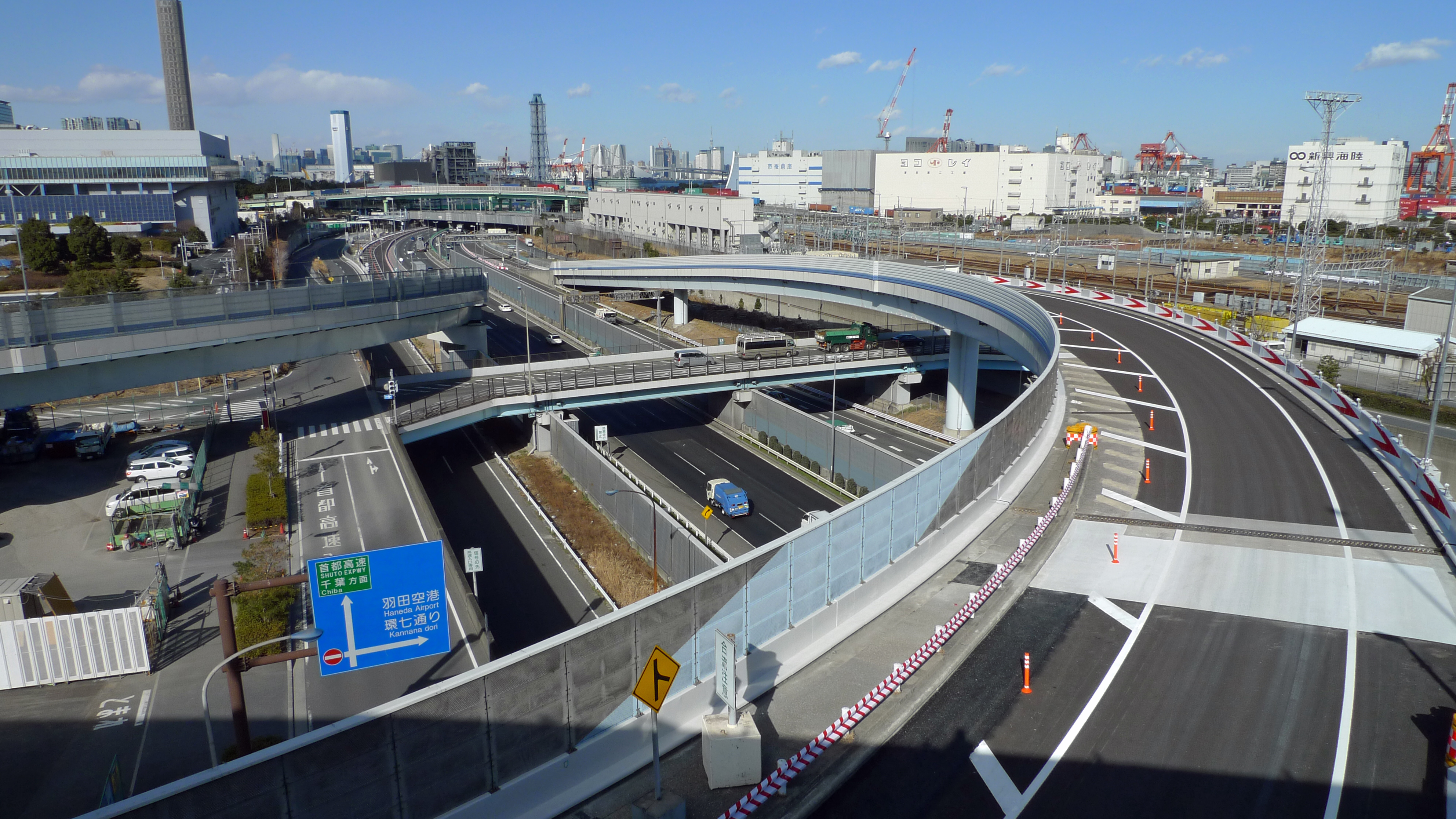
JCT Ōi.

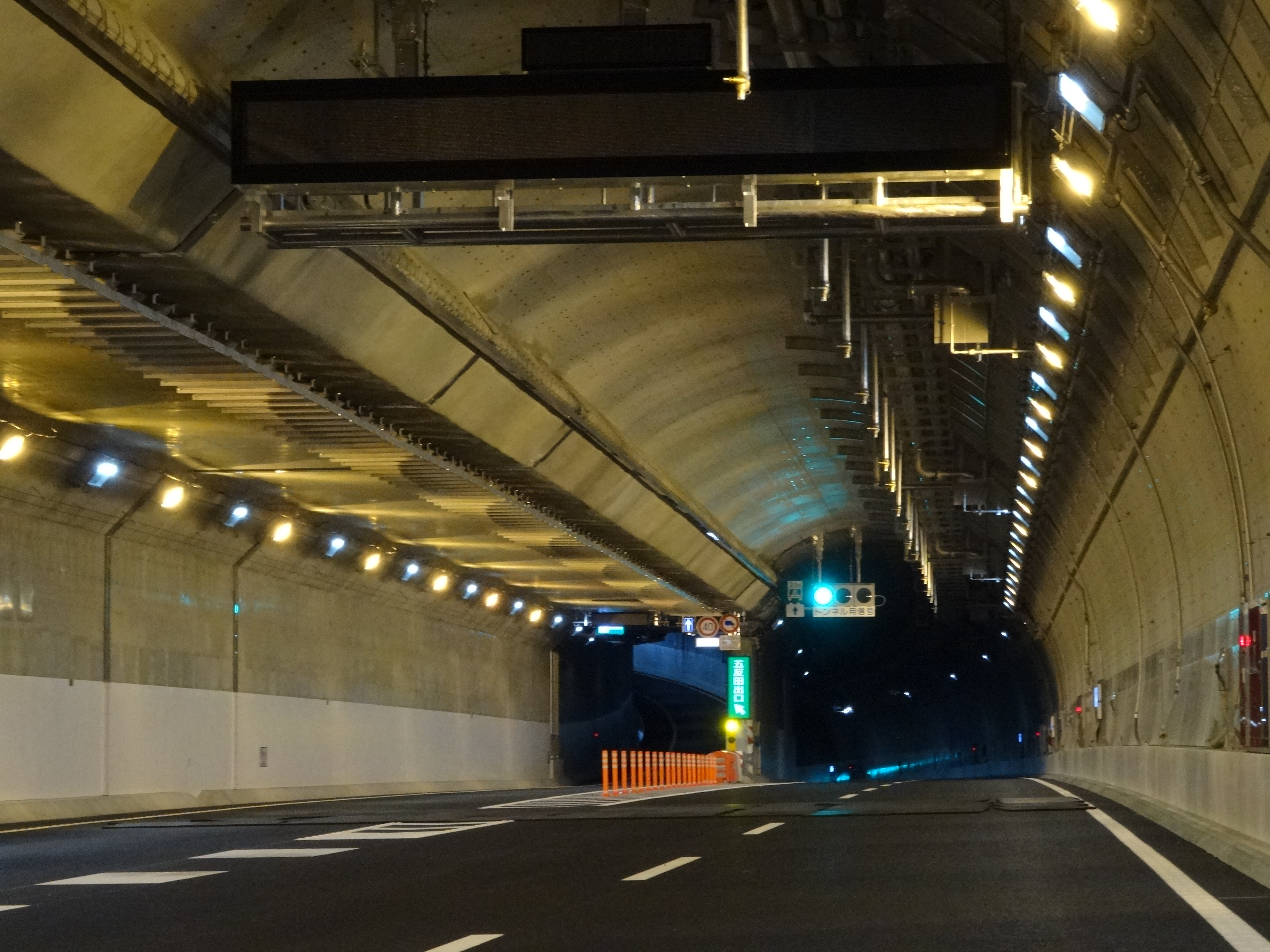
Túnel Yamate, salida Gotanda.

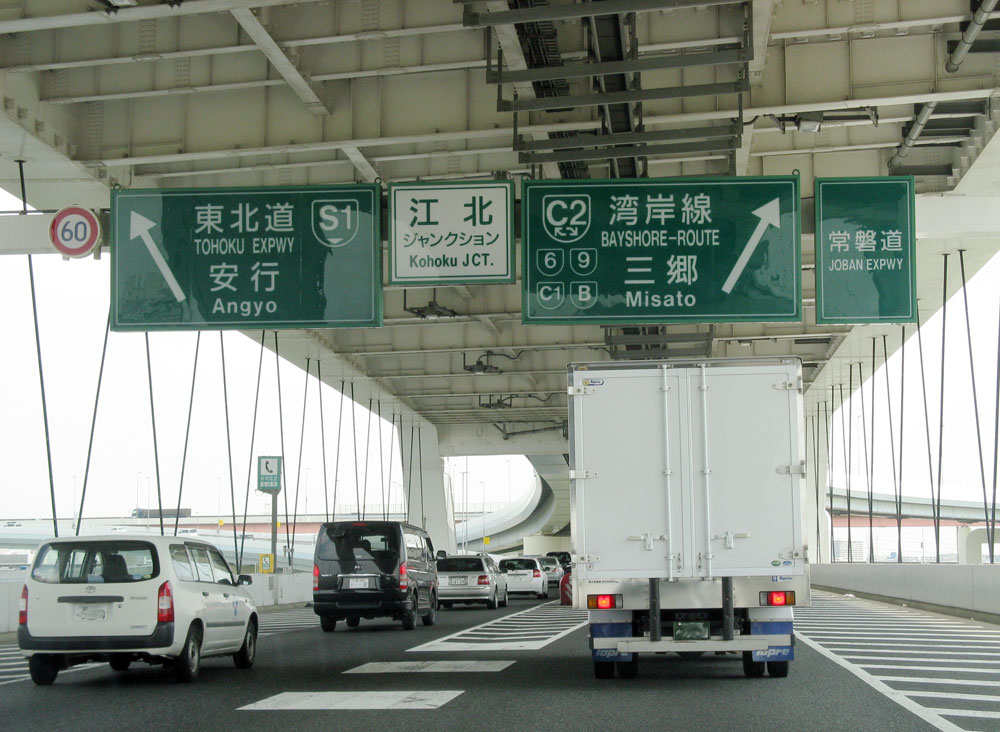
JCT Kōhoku.

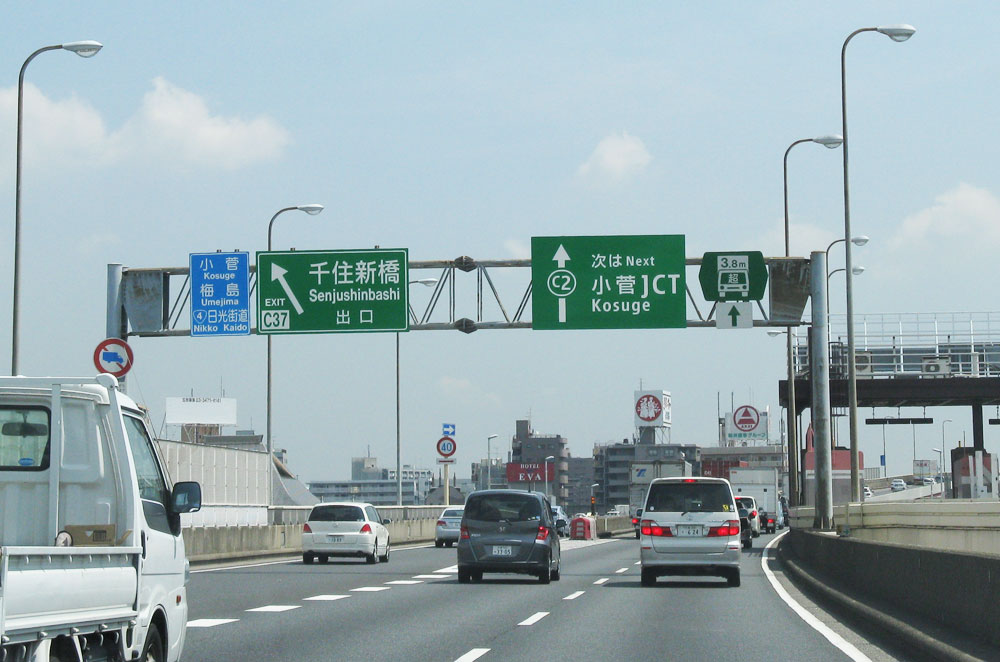
IC Senju-Shinbashi.

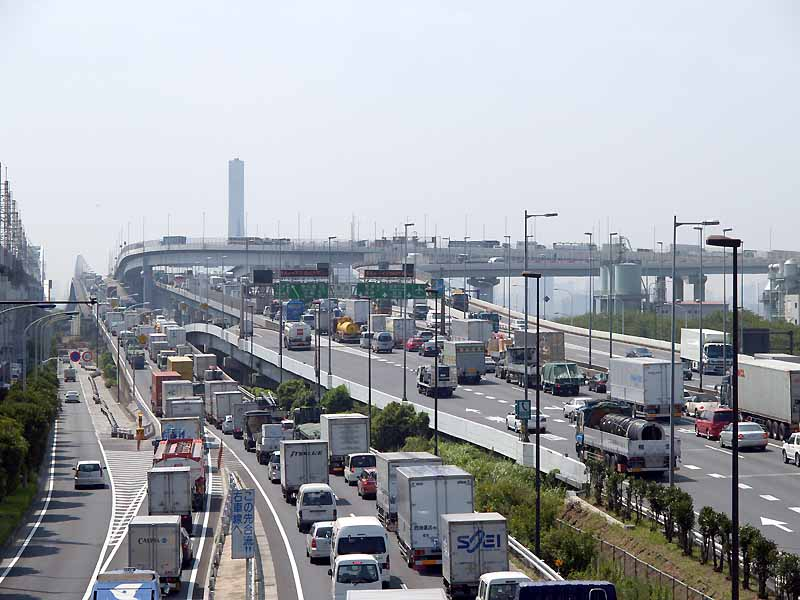
JCT Kasai.

## Detalles de la autopista
El anillo vial es de 4 cuatro carriles que giran 2 en sentido horario (circuito externo) y 2 en sentido antihorario (circuito interno), y tiene una longitud de 46,9 kilómetros. La autopista está interconectada con otras rutas y con las autopistas (expressways) internas de Tokio y estas a su vez a las rutas y autopistas externas a la metrópoli que la enlazan con el resto del país.
Esta autopista tiene el Túnel Yamate  (山手トンネル) con una longitud de 18, 2 km, a una profundidad de 30 metros.

## Intercambiadores y características
- IC - Intercambiador, JCT - Cruce intercambiador.[1][2]

| C18 IC | 1.2  | Ōi-Minami (大井南)             | Ruta Nacional 357                                                                                               |                                                | Shinagawa  | Tokio |
| JCT | 0.0  | Ōi (大井)                      | Ruta Bayshore                                                                                                   |                                                | Shinagawa  | Tokio |
| C20 IC | 6.0  | Gotanda (五反田)               | Ruta Prefectural Tokio 317                                                                                      |                                                | Shinagawa  | Tokio |
| JCT | 9.4  | Ōhashi (大橋)                  | Ruta Shibuya al este empalma con Anillo central C1 (Tokio) Ruta Shibuya al oeste empalma con Tōmei Expressway   |                                                | Meguro     | Tokio |
| C22 IC | 11.4 | Tomigaya (富ヶ谷)              | Ruta Prefectural Tokio 317                                                                                      |                                                | Shibuya    | Tokio |
| C23 IC | 11,8 | Hatsudai-Minami (初台南)       | Ruta Prefectural Tokio 317                                                                                      |                                                | Shibuya    | Tokio |
| JCT | 13.0 | Nishi-Shinjuku (西新宿)        | Ruta Shinjuku al este empalma con Anillo central C1 (Tokio) Ruta Shinjuku al oeste empalma con Chūō Expressway. |                                                | Shinjuku   | Tokio |
| C24 IC | 14.7 | Nakano-Chōjabashi (中野長者橋) | Ruta Nacional 20                                                                                                | Gobierno Metropolitano de Tokio                | Nakano     | Tokio |
| C25 IC | 18.5 | Nishi-Ikebukuro (西池袋)       | Ruta Prefectural Tokio 8 Ruta Prefectural Tokio 24 Ruta Prefectural Tokio 441                                   |                                                | Toshima    | Tokio |
| C26 IC | 20.1 | Nishi-Ikebukuro (西池袋)       | Ruta Prefectural Tokio 8 Ruta Prefectural Tokio 24 Ruta Prefectural Tokio 441                                   |                                                | Toshima    | Tokio |
| C28 IC | 20.1 | Takamatsu (高松)               | Ruta Prefectural Tokio 8 Ruta Prefectural Tokio 24 Ruta Prefectural Tokio 441                                   |                                                | Toshima    | Tokio |
| JCT | 20.4 | Kumano-chō (熊野町)            | Ruta Ikebukuro al sureste empalma con Anillo central C1 (Tokio)                                                 |                                                | Itabashi   | Tokio |
| JCT | 21.4 | Itabashi (板橋)                | Ruta Ikebukuro al noroeste empalma en JCT Bijogi con C3 Autopista Tokyo-Gaikan y Ruta Ōmiya (Saitama)           |                                                | Itabashi   | Tokio |
| C29 IC | 22.3 | Shin-Itabashi (新板橋)         | Ruta Nacional 17                                                                                                | Conocida también como Nakasendō                | Itabashi   | Tokio |
| C31 IC | 22.4 | Takinogawa (滝野川)            | Ruta Nacional 17                                                                                                |                                                | Kita       | Tokio |
| C33 IC | 25.4 | Ōji-Minami (王子南)            | Ruta Nacional 122                                                                                               |                                                | Kita       | Tokio |
| C34 IC | 26.1 | Ōji-Kita (王子北)              | Ruta Prefectural Tokio 306                                                                                      |                                                | Kita       | Tokio |
| JCT | 27.9 | Kōhoku (江北)                  | Ruta Kawaguchi al norte empalma en JCT Kawaguchi con C3 Autopista Tokyo-Gaikan y Tōhoku Expressway              |                                                | Adachi     | Tokio |
| C35 IC | 28.4 | Ōgi-Ōhashi (扇大橋)            | Ruta Prefectural Tokio-Saitama 58                                                                               |                                                | Adachi     | Tokio |
| C36 IC | 29.4 | Ōgi-Ōhashi (扇大橋)            | Ruta Prefectural Tokio-Saitama 58                                                                               |                                                | Adachi     | Tokio |
| JCT | 30.4 | Motoki (本木)                  | Ruta Ueno planeado extender la ruta a esta JCT                                                                  | Planeada                                       | Adachi     | Tokio |
| C37 IC | 31.4 | Senju-Shinbashi (千住新橋)     | Ruta Nacional 4                                                                                                 | Conocida también como Nikkō Kaidō (Ōshū Kaidō) | Adachi     | Tokio |
| C38 IC | 32.4 | Senju-Shinbashi (千住新橋)     | Ruta Nacional 4                                                                                                 |                                                | Adachi     | Tokio |
| JCT | 33.6 | Kosuge (小菅)                  | Ruta Misato después empalma con Jōban Expressway                                                                |                                                | Katsushika | Tokio |
| C40 IC | 34.1 | Kosuge (小菅)                  | Ruta Prefectural Tokio 308                                                                                      |                                                | Katsushika | Tokio |
| JCT | 34.8 | Horikiri (堀切)                | Ruta Mukojima a IC Hakozaki rumbo a Anillo central C1 (Tokio) o por Ruta Fukagawa conecta a Ruta Bayshore       |                                                | Katsushika | Tokio |
| C41 IC | 35.7 | Yotsugi (四つ木)               | Ruta Nacional 6                                                                                                 | Conocida también como Mito Kaidō               | Katsushika | Tokio |
| C42 IC | 36.6 | Yotsugi (四つ木)               | Ruta Nacional 6                                                                                                 |                                                | Katsushika | Tokio |
| C43 IC | 38.3 | Hirai-Ōhashi (平井大橋)        | Avenida Kuramaebashi (蔵前橋通り)                                                                               |                                                | Katsushika | Tokio |
| JCT | 40.5 | Komatsugawa (小松川)           | Ruta Komatsugawa cruza sin conexión                                                                             | Planeada                                       | Edogawa    | Tokio |
| IC | 40.5 | Komatsugawa (小松川)           | Ruta Komatsugawa cruza sin conexión                                                                             | Planeada                                       | Edogawa    | Tokio |
| C44 IC | 42.2 | Funabori-Bashi (船堀橋)        | Ruta Prefectural Tokio-Chiba 50                                                                                 |                                                | Edogawa    | Tokio |
| C45 IC | 44.4 | Seishin-chō (清新町)           | Ruta Prefectural Tokio 308                                                                                      |                                                | Edogawa    | Tokio |
| JCT | 46.9 | Kasai (葛西)                   | Ruta Bayshore                                                                                                   |                                                | Edogawa    | Tokio |
| A través de la Ruta Bayshore al este hacia Urayasu, Autopista Higashi-Kantō y Aeropuerto Internacional de Narita, y al oeste al Aeropuerto Internacional de Haneda y a Yokohama. |      |                                | |                                                |            |       |